# Sarron
Sarron é uma comuna francesa na região administrativa da Nova Aquitânia, no departamento Landes. Estende-se por uma área de 3,83 km². Em 2010 a comuna tinha 112 habitantes (densidade: 29,2 hab./km²).